# Cobria biroi
Cobria biroi är en skalbaggsart som beskrevs av Stefan von Breuning 1953. Cobria biroi ingår i släktet Cobria och familjen långhorningar. Inga underarter finns listade i Catalogue of Life.